# Dos Caminos, Ixhuatlancillo
Dos Caminos är en ort i Mexiko.   Den ligger i kommunen Ixhuatlancillo och delstaten Veracruz, i den sydöstra delen av landet, 220 km öster om huvudstaden Mexico City. Dos Caminos ligger 1 433 meter över havet och antalet invånare är 321.
Terrängen runt Dos Caminos är kuperad österut, men västerut är den bergig. Runt Dos Caminos är det mycket tätbefolkat, med 1 361 invånare per kvadratkilometer. Närmaste större samhälle är Orizaba, 6,4 km sydost om Dos Caminos. Trakten runt Dos Caminos består till största delen av jordbruksmark.